# Gréta Arn
Gréta Arn (Boedapest, 13 april 1979) is een tennisspeelster uit Hongarije. Zij werd prof in 1997. Tot 1 januari 2008 kwam zij uit voor Duitsland, gebruikmakend van haar dubbele nationaliteit.
Tot op heden(november 2017) wist zij twee WTA-toernooien te winnen in het enkelspel. De eerste was in 2007 in Estoril, waar zij in de finale de Wit-Russin Viktoryja Azarenka versloeg. Het tweede WTA-toernooi dat zij wist te winnen was in 2011 in Auckland, door in de finale de Belgische Yanina Wickmayer te verslaan. Op de ITF-tour won zij vijf toernooien. Haar hoogste positie op de wereldranglijst is de veertigste plaats, die zij bereikte in mei 2011.
In 2008 speelde zij voor het eerst in het Hongaarse Fed Cup-team – zij behaalde daar tot en met 2013 een winst/verlies-balans van 9–7. In het Duitse team was zij eerder nog niet uitgekomen.

## Posities op deWTA-ranglijst
Positie per einde seizoen:
| jaar | rang enkelspel | rang dubbelspel |
| ---- | -------------- | --------------- |
| 1995 | 701            | 862             |
| 1996 | 476            | –               |
| 1997 | 460            | 698             |
| 1998 | 428            | 471             |
| 1999 | 322            | 447             |
| 2000 | 147            | 180             |
| 2001 | 118            | 294             |
| 2002 | 91             | 682             |
| 2003 | 299            | 813             |
| 2004 | 351            | 471             |
| 2005 | 476            | –               |
| 2006 | 186            | 207             |
| 2007 | 118            | 985             |
| 2008 | 160            | –               |
| 2009 | 231            | –               |
| 2010 | 88             | –               |
| 2011 | 64             | 1131            |
| 2012 | 115            | 1123            |
| 2013 | 398            | –               |

## Palmares
| Legenda                | Legenda                  |
| ---------------------- | ------------------------ |
| Grandslamtoernooi      |                          |
| Olympische Spelen      |                          |
| Year-End Championships |                          |
| tot 2009               | 2009 – 2020 / vanaf 2021 |
| Tier I                 | Premier Mandatory        |
| Tier II                | Premier Five / WTA 1000  |
| Tier III               | Premier / WTA 500        |
| Tier IV & V            | International / WTA 250  |
|                        | Challenger / WTA 125     |

### WTA-finaleplaatsen enkelspel
| nr.              | finale     | toernooi     | ondergrond | tegenstandster     | score         |         |
| ---------------- | ---------- | ------------ | ---------- | ------------------ | ------------- | ------- |
| gewonnen finales |            |              |            |                    |               |         |
| 1.               | 2007-05-06 | WTA Estoril  | gravel     | Viktoryja Azarenka | 2-6, 6-1, 7-6 | details |
| 2.               | 2011-01-08 | WTA Auckland | hardcourt  | Yanina Wickmayer   | 6-3, 6-3      | details |
| verloren finales |            |              |            |                    |               |         |
| geen             |            |              |            |                    |               |         |

### WTA-finaleplaatsen dubbelspel
geen

### Gewonnen ITF-toernooien enkelspel
| nr. | finale     | toernooi          | ondergrond    | tegenstandster in finale | score     | dotatie |
| --- | ---------- | ----------------- | ------------- | ------------------------ | --------- | ------- |
| 1.  | 1997-11-02 | Stockholm         | tapijt (i)    | Athina Briegel           | 6-2, 6-3  | $10.000 |
| 2.  | 1999-10-03 | Glasgow           | tapijt (i)    | Manisha Malhotra         | walk-over | $10.000 |
| 3.  | 2004-08-01 | Bad Saulgau       | gravel        | Tanja Ostertag           | 6-4, 6-2  | $10.000 |
| 4.  | 2006-01-22 | Fort Walton Beach | hardcourt     | Valentina Sassi          | 7-5, 6-2  | $25.000 |
| 5.  | 2017-10-29 | Saguenay          | hardcourt (i) | Bibiane Schoofs          | 6-1, 6-2  | $60.000 |

### Gewonnen ITF-toernooien dubbelspel
| nr. | finale     | toernooi        | ondergrond | partner             | tegenstandsters in finale                | score         |
| --- | ---------- | --------------- | ---------- | ------------------- | ---------------------------------------- | ------------- |
| 1.  | 1998-09-20 | Biograd na Moru | gravel     | Lana Miholček       | Diane Asensio Mervana Jugić-Salkić       | 6-3, 6-2      |
| 2.  | 2000-03-12 | Haikou          | hardcourt  | Julie Pullin        | Chae Kyung-yee Ryoko Takemura            | 7-5, 6-4      |
| 3.  | 2005-11-13 | Port Pirie      | hardcourt  | Sunitha Rao         | Monique Adamczak Christina Horiatopoulos | 6-4, 3-6, 6-2 |
| 4.  | 2005-11-20 | Nuriootpa       | hardcourt  | Anastasia Rodionova | Casey Dellacqua Trudi Musgrave           | 6-4, 1-6, 7-5 |

## Resultaten grandslamtoernooien
| Legenda | Legenda                          |
| ------- | -------------------------------- |
| g.t.    | geen toernooi gehouden           |
| l.c.    | lagere categorie                 |
| –       | niet deelgenomen                 |
| G       | uitgeschakeld in de groepsfase   |
| 1R      | uitgeschakeld in de eerste ronde |
| 2R      | uitgeschakeld in de tweede ronde |
| 3R      | uitgeschakeld in de derde ronde  |
| 4R      | uitgeschakeld in de vierde ronde |
| KF      | uitgeschakeld in de kwartfinale  |
| HF      | uitgeschakeld in de halve finale |
| F       | de finale verloren               |
| W       | het toernooi gewonnen            |
| w-v     | winst/verlies-balans             |

### Enkelspel
| Australian Open | –  | 2R | 2R | 1R | –  | –  | 1R | 3R | 1R |
| Roland Garros   | –  | 1R | 1R | –  | –  | –  | 1R | 1R | –  |
| Wimbledon       | 1R | –  | 2R | –  | 1R | 3R | –  | 1R | –  |
| US Open         | 1R | 1R | 1R | –  | 1R | 1R | 1R | 2R | –  |

### Vrouwendubbelspel
| toernooi        | 2011 | 2012 |
| --------------- | ---- | ---- |
| Australian Open | –    | 1R   |
| Roland Garros   | 1R   | 1R   |
| Wimbledon       | –    | –    |
| US Open         | 1R   | –    |